# Acalypha lepinei
Acalypha lepinei är en törelväxtart som beskrevs av Johannes Müller Argoviensis. Acalypha lepinei ingår i släktet akalyfor, och familjen törelväxter. Inga underarter finns listade i Catalogue of Life.